# Alfred Ost
Alfred Ost (n. 14 februarie 1884, Zwijndrecht⁠(d), Provincie Antwerpen, Flandra, Belgia – d. 9 octombrie 1945, Antwerpen, Flandra, Belgia) a fost un pictor ce a reprezentat Belgia, medaliat olimpic. A participat la 1 ediție a Jocurilor Olimpice (1920) în care a câștigat 1 medalie de bronz.